# Ljaskavitjy
Ljaskavitjy (belarusiska: Ляскавічы, ryska: Лясковичи) är en by stax utanför staden Ivanava i Brests voblast, Vitryssland. Öster om byn ligger mätpunkten "Leskowitschi" på Struves meridianbåge.